# Muhammad Abduh

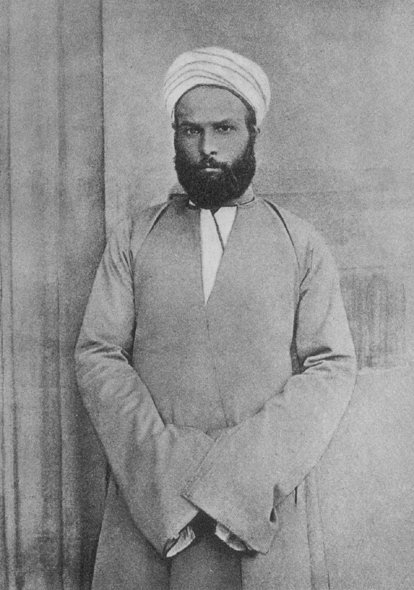
Muhammad Abduh

Abduh Muhammad (ur. 1849, zm. 1905) – uczony islamski, prawnik i liberalny reformator pochodzący z Egiptu. Jako wielki mufti Egiptu, od 1899, zreformował prawo i szkolnictwo islamskie. Jest znany przede wszystkim jako autor Risālat al-tawḥīd.